# Wahhábismus

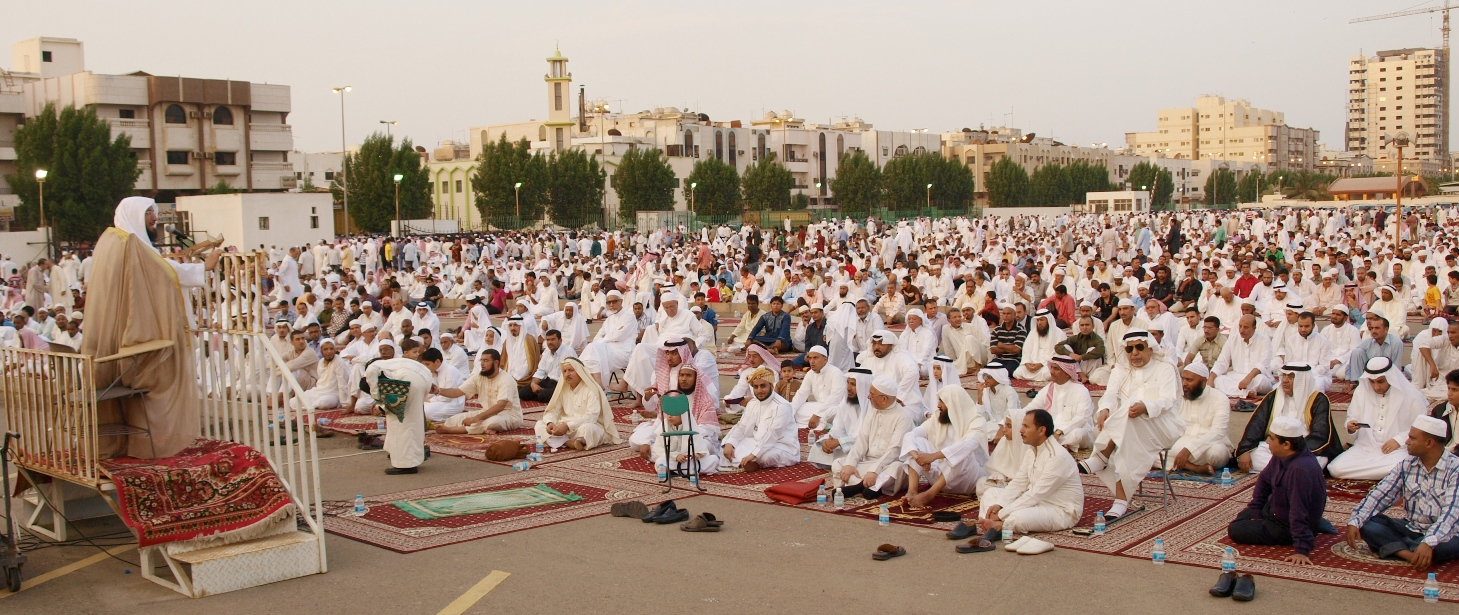
Věřící v Džiddě v Saúdské Arábii

Wahhábismus (arabsky الوهابية) je sunnitská fundamentalistická forma islámu. Wahhábisté svou školu nazývají „salafíja“ (arabsky سلفي‎), přičemž pojem „wahhábismus“ je mnohdy chápán jako pejorativní. Wahhábisté sami sebe navíc vidí jako jediné nositele pravého nezkaženého islámu, přičemž vyznavači ostatních islámských škol jsou těmi radikálnějšími jedinci označováni za nevěřící. Tato škola je tak vrcholně nepluralitní. V minulosti byla tato škola propojena s dynastií Saúdů a Saúdskou Arábií.

## Problémy terminologie
Wahhábismus označuje náboženskou doktrínu Muhammada ibn Abd al-Wahhába, jehož učení vznikalo v polovině 18. století. Termín wahhábismus začal být užíván ideovými odpůrci, wahhábisté sami sebe nazývali salafíja.
Salafíja apelovala na základní koncept islámu – muslimové by měli následovat příklad proroka Mohameda a řádně vedených předků (as-salaf-as-sálih). Ke zjednodušení problému nepřispívá, že muslimové jsou ve sporu, kdo je to řádně vedený předek, respektive nemohou se shodnout kolik generací po proroku Mohamedovi bylo „řádně vedených“.
Sami Saúdští Arabové se v odkazu na svou interpretaci islámu téměř vždy nazývali dnes již poněkud archaickými výrazy muwahhidún (vyznavači jedinosti Boží), ahl as-sunna wa ´l-džamáa (lid sunny a společenství věřících), nebo prostě hanbalovci podle muže, který ve 9. století založil jednu ze čtyř právních škol islámu, která je dnes nejvíce rozšířená právě v Saúdské Arábii. V současnosti nejvíce upřednostňují výraz salafífún (salafisté).
Tato terminologie je pro salafisty velmi důležitá. Dodává jim pocit, že pouze oni jsou na správné cestě a všichni ostatní žijí v bludu. Hanlivý výraz wahhábíjún (wahhábité) jim dali až jejich ideoví odpůrci, snažící se zdůraznit nenáboženskou povahu jejich učení vytvořeného pouhým člověkem, podobně jako třeba v případě středověkého termínu „mohamedán“.
Pojem wahhábismus je dnes hojně nadužíván a postrádá i analytickou hodnotu, protože často slouží k popisování nesourodých názorových hnutí a jednotlivců napříč časem a prostorem. Mnohá hnutí a režimy označované tímto pojmem nemusí nezbytně s původním učením Abd al-Wahhába sdílet všechny teologické a právní názory. Jediným společným jmenovatelem těchto proudů je sklon k potlačování práv žen, militantnost, extremismus či přísná a doslovná interpretace textu Koránu a hadísů. V bývalých sovětských republikách je tak například nazýván každý, kdo se staví proti zavedenému statu quo.
Na druhou stranu i pojem salafíja v sobě skrývá několik nástrah, protože v kontextu blízkovýchodních studií odkazuje k mnoha jevům. Raní salafisté, reprezentovaní zejména školou Egypťana Muhammada Abda (1849–1905), zastávali názor, že islám předků byl racionální a účelný. Návrat k islámským kořenům by měl proto vést k odstranění rituálních inovací a k ospravedlnění přeměny státních institucí v prostředí moderních podmínek. Abdo rovněž odmítal slepé následování příkladu předků bez důkladného prozkoumaní jejich náboženské argumentace. Jeho volání po „původním islámu“ bylo také mnohem více myšleno jako kritika zaostalosti ulamá (vrstva náboženských představitelů) než jako výzva k zavedení práva šaría.
Salafisté z 20. století s ním sice sdílejí touhu zbavit islám nejrůznějších novodobých nánosů, ale odmítají jakoukoliv modernistickou dimenzi. Místo toho zdůrazňují nutnost svržení všech sekulárních režimů a jejich nahrazení islámskými státy založenými na šaríatském právu. Abdova salafíja je proto někdy v protikladu k saúdské „revivalistické“ označována jako „modernistická“.
Složitost terminologie dále komplikuje fakt, že ani Saúdští Arabové se na významu těchto slov jednohlasně neshodují a vedou se kvůli tomu tuhé spory. Termín „salafista“ tak může v současném kontextu odkazovat na kohokoliv, kdo – ať už oprávněně nebo ne – tvrdí, že jeho ideologie představuje návrat k původnímu poselství ze 7. století.
Dnešní salafisty spojuje především náboženské přesvědčení (aqída), které jim poskytuje metody aplikace náboženských zásad na současné otázky a problémy. Toto přesvědčení má společný základ v konceptu tauhídu (jedinost Boží) a přísném odmítání lidského rozumu. Následovníci Koránu a sunny (praxe proroka Mohameda) usilují o odstranění omylů způsobených lidskou zaujatostí a vlastními zájmy a uznávají pouze jedinou pravdu o božích přikázáních. Z tohoto pohledu proto existuje pouze jediná legitimní náboženská interpretace a islámský pluralismus je nepřípustný.
Protože český úzus preferuje termín „wahhábismus“, drží se ho i zbytek článku, přičemž je kladen důraz na wahhábismus v užším slova smyslu – tedy jako státní ideologii Saúdské Arábie.

## Muhammad ibn Abd al-Wahháb a počátky wahhábismu
Muhammad ibn Abd al-Wahháb (1703/1704 – 1792) se narodil v osadě Ujajna v provincii Nadžd do rodiny náboženského soudce. Islámský svět v té době procházel významnou změnou. Jeho vojenská expanze byla zastavena porážkou osmanské armády u Vídně v roce 1683. Těžko říci, zda obyvatelé v Nadždu tuto porážku vůbec zaregistrovali, ale tato prohra uvrhla muslimský svět do ideologické krize, a tak povstala celá řada reformátorů usilujících o návrat k tradicím – nejznámějšími příklady jsou Šáh Walíjulláh ad-Dáhlawí v Indii, Usmán dan Fodio v západní Africe anebo Muhammad Alí as-Sanusí v severní Africe. Je proto chybné považovat Abd al-Wahhábovo vystoupení za ojedinělý jev v islámských dějinách.
Abd al-Wahháb začal své náboženské putování v Medině, kde ho ovlivnili hanbalovští učenci. Po smrti otce převzal jeho funkci náboženského soudce a začal kázat vlastní učení do značné míry formované dojmem, že islám byl zkažen cizími vlivy. První oficiální podpory se mu dostalo od vládce Ujajny, Uthmána ibn Muammara, který přijal jeho výzvu (ab-dawa ila ´l-islám) a uložil svým poddaným následovat její příklad.
Abd al-Wahháb se pak s plnou vervou pustil do boje proti uctívání stromů, hrobek, kamenů a svatyň vybudovaných nad hroby prorokových druhů a svatých mužů. Tři epizody, které podrobně líčí tehdejší kroniky, tuto snahu názorně dokládají: Abd al-Wahháb podřízl posvátný strom, na který lidé tradičně zavěšovali nejrůznější předměty a žádali o přímluvu ve svůj prospěch, druhá popisuje zničení uctívané hrobky v al-Džubajle ve Wádí´l-Hanífa, která patřila Zajdovi ibn al-Chattábovi, jednomu ze společníků Muhammada a bratrovi druhého chalífy. Třetí popisuje ukamenování cizoložnice, která svůj přečin otevřeně přiznala a navíc ho i přes varování opakovala. Všechny tyto události dokládají Abd al-Wahhábův tauhíd uvedený v praxi. Zároveň Abd al-Wahhába značně proslavily.

Vlajka nábožensko-vojenského (wahhábistického) hnutí Ichwán („bratři“), které na počátku 20. století vytvořil ibn Saúd

Z Ujajny byl Abd al-Wahháb vyhnán, protože jeho učení se nelíbilo mocnému kmenovému svazu Banú Chálid, na jehož každoročních platbách byl Ibn Muammar do značné míry závislý. Abd al-Wahháb se proto uchýlil do oázy Dir'íja ovládané rodinou Ál Saúd. Podle soudobých kronik měl Abd al-Wahháb do rukou emíra Mohammada ibn Saúda složit následující slib: „Naše krev je vaší krví, naše zkáza je vaší zkázou“, což byla tradiční staroarabská přísaha, která jasně předznamenala provázanost vývoje učení Abd al-Wahhába a rodu Saúdů.
Pod novou politickou a vojenskou ochrannou mohl Abd al-Wahháb plně rozvinout své učení. Jde o soubor doktrín, ale také morálních a etických norem, založených na přísném výkladu islámu. Jádro vytyčené Abd al-Wahhábem spočívá v koncepcí tauhídu (vyznání Boží jedinečnosti) a v názoru, že drtivá část muslimů – nejen na Arabském poloostrově, ale v celém islámském světě – upadla do stavu náboženské nevědomosti (džáhilíja). Saúdský wahhábismus byl od samého počátku hnutím nesmírně netolerantním vůči všem, kdo nechtěli přijmout její učení, a to včetně ostatních muslimů.
Kolem roku 1802 wahhábisté při svých výbojích vyplenili iráckou Karbalu, pozabíjeli šíitské obyvatelstvo a zničili hrobku šíitského imáma Husajna. V roce 1803 wahhábisté ovládli Mekku a zničili hroby muslimských světců, aby nedocházelo k uctívání někoho či něčeho jiného než jediného Boha.

## Základní rysy wahhábismu

### Tauhíd (jedinost Boží)
Tauhíd je základním kamenem veškerého jednání, zvyků a tradicí. Podle pozdějších interpretací se tauhíd dělí do tří kategorií:
- Tauhíd ar-rubúbíja – znamená víru v jediného Boha, který nemá žádné společníky, víru v jeho činy a akt stvoření.
- Tauhíd al-ulúhíja – je požadavek na směřování bohoslužby jedinému Bohu a vyloučení jakýchkoliv zprostředkovatelů, například svatých či idolů.
- Tauhíd al-asmá´waś-sifát – znamená potvrzení Božích jmen a přívlastků uvedených v Koránu. Saúdští wahhábisté odmítají veškerou jejich metaforickou interpretaci a tvrdí, že každé slovo musí být chápáno ve svém doslovném významu.

### Širk
Širk je přidružování čehokoliv nebo kohokoliv k Bohu a jeho přívlastkům. Širk je vždy a jasně definován jako porušení tauhídu. Muhammad ibn Abd al-Wahháb tomuto věnoval velkou pozornost, zejména kvůli koránskému verši: „Bůh věru neodpustí, je-li k Němu něco přidružováno, ale odpustí, komu chce, věci jiné, než toto. A kdokoliv přidružuje k Bohu, dopouští se hříchu těžkého.“ (Korán 4:48).
Muhammad ibn Abd al-Wahháb rozlišoval dva druhy širku – větší a menší. Největším širkem ze všech je dovolávání se pomoci či útočiště kohokoliv jiného než Boha, byť by to bylo z nejčistších úmyslů. Takovéto volání o pomoc totiž znamená uctívání žádané osoby. Na stejné úrovni je dovolávání se pomoci svatých.
Vládcové Saúdské Arábie širk používali a používají jako záminku k ničení památek raného islámu v Saúdské Arábii, což se děje především v oblasti Hidžázu, který Saúdové z Nadždu napadli a dobyli. Zničeny takto byly hrobky mnoha členů Mohamedovy rodiny a jeho společníků v Mekce a Medíně. Na počátku 19. století za prvního saúdského státu chtěli dokonce zbourat hrobku samotného Mohameda, čemuž se podařilo zabránit v důsledku velké vlny kritiky ostatních muslimů, a to i ze zemí tak vzdálených, jako je Indie. Dnes jde především o rozšiřování Velké mešity v Mekce, ničení architektonicky cenných budov okolo ní a na jejich místě budování luxusních hotelů, nákupních center a lázní.

### Džihád
Muhammad ibn Abd al-Wahháb požadoval džihád za kolektivní povinnost, jejímž cílem je ochrana společenství věřících jako celku a ne získání osobní slávy. Tím se liší od dnešních extrémistů, kteří džihád považují za povinnost jedince.
Muhammad ibn Abd al-Wahháb stanovil tři podmínky nutné k zahájení džihádu:
- muslimské vojsko se setkává s nepřátelskou armádou,
- nepřátelská armáda se blíží k muslimskému území nebo
- legitimní vůdce obce věřících (imám) to považuje za nezbytné.

Ve všech případech je nutné nejdříve protivníka vyzvat k přestupu na islám. Zároveň specifikoval případy, kdy se džihád vyhlašovat nemá. Tyto případy zahrnovaly existenci zvyků, kterými sice pravý muslim pohrdá nebo považuje za nevhodné, ale které nevedou k napadání komunity; Muhammad ibn Abd al-Wahháb uvedl příklad pití datlového vína. Jinými slovy, džihád je výslovně povolen pouze jako obranná akce, nikoliv jako útočný či preventivní krok. Mimo to je přísně zakázáno zabíjet nevinné ženy, děti, starce, slepce, mnichy, otroky, pokud se aktivně nepodílejí na vojenských aktivitách protivníka. Muhammad ibn Abd al-Wahháb rovněž zdůraznil, že i prorok Mohamed se uchyloval k meči pouze jako k obrannému prostředku.

### Kniha o odkrytí nejasností v tauhídu
Ze spisku Kitáb kašf aš-šubahát fi´t t-tauhíd (Kniha o odkrytí nejasností v tauhídu) velice rádi citují soudobí radikální wahhábisté, zejména z kapitoly týkající se tzv. nawáqid al-islám (věci, které zneplatňují islám). Ta obsahuje 10 prohřešků, jejichž spáchání každého automaticky vylučuje z příslušnosti k islámu:
1. Přidružování čehokoliv nebo kohokoliv k Bohu
2. Dovolávání se zprostředkování k Bohu (zejména prostřednictvím svatých)
3. Pochybnosti o tom, že nemuslimové jsou nevěřící
4. Soudy na základě neislámského práva a víra v to, že takové právo je nadřazenu právu Božímu
5. Nenávist k čemukoliv, co prováděl prorok Mohamed
6. Vysmívání se islámu nebo Mohamedovi
7. Používání nebo schvalování magie
8. Podpora nevěřících v boji proti muslimům
9. Víra v to, že někdo má právo přestat praktikovat islám
10. Odvrácení se od islámu zanedbáváním jeho studia nebo praxe

Právě bod „podpora nevěřících v boji proti muslimům“ často slouží takovým organizacím jako je al-Káida k tomu, že jím ospravedlňují svá obvinění režimů v islámském světě z odpadlictví. Ve svém vyhlášení džihádu z roku 1996 ho odcitoval i Usáma bin Ládin. Problém ovšem je, že chápání slov o „podpoře nevěřících“ je velmi subjektivní a radikální islamisté do něho dnes zahrnují i podporu slovní.

## Islamistická hnutí
Radikálním výkladem wahhábismu se inspirovala některá islamistická hnutí, například Islámský stát v Sýrii a Iráku, Kavkazský emirát, syrští povstalci z Fronty an-Nusrá, teroristická organizace al-Káida, nebo Tálibán.